# 馬特·基斯拉
馬特·基斯拉（Matt Keeslar，1972年10月15日—）是美國的一位演員，出生在密歇根州大急流城。他出演過超級英雄等電視劇。基斯拉在2010年宣布息影。